# Bella Hammond
Bella Hammond (Kanakanak, Territorio de Alaska, 21 de diciembre de 1932 - Alaska, 29 de febrero de 2020) nacida Bella Gardiner, fue una activista y pescadora comercial estadounidense.

## Biografía
Hammond, de soltera Bella Gardiner era la cuarta de los siete hijos. Su madre, Lydia Snyder, era del pueblo yup'ik de Alaska, mientras que su padre, Thomas Gardiner, había inmigrado a Alaska desde Escocia. Los abuelos maternos yup'ik de Hammond murieron en la pandemia de gripe de 1918, que devastó las comunidades nativas de Alaska, y su madre había sido criada en un orfanato en Kanakanak.
Hammond se crio en Kanakanak, ubicada a unas seis millas de Dillingham, y asistió a la escuela de una sola aula del pueblo. La pesca era una parte importante del estilo de vida de su familia.Cuando tenía unos 12 años, se fue a vivir a casa de una sus maestras de escuela en Aleknagik que estaba enferma,  y necesitaba que Hammond pasara el invierno cuidando a los hijos de esta. Según Hammond, esta situación le inculcó un  sentido de responsabilidad temprano. Durante sus fines de semana de invierno en Aleknagik, Hammond dirigía un equipo de trineos tirados por perros. Más tarde se graduó de la escuela secundaria como la mejor estudiante de la clase. Trabajó como asistente médica y camarera en la cercana fábrica de conservas de Clark's Point durante su adolescencia.
Bella Hammond se casó con Jay Hammond, un piloto del Servicio de Pesca y Vida Silvestre de Estados Unidos, en 1952 en una ceremonia en Palmer, Alaska. Fue el primer matrimonio de ella y el segundo de él. Tuvieron dos hijas, Heidi y Dana, además de la hija de Jay Hammond, Wendy, de su primer matrimonio. Criaron a sus dos hijas en Naknek, Alaska.
A mediados de la década de 1950, Bella Hammond estableció su propia empresa de pesca comercial, utilizando redes fijas, en las orillas del río Naknek. Dividió su tiempo entre Juneau y Naknek cuando su esposo se unió a la Cámara de Representantes de Alaska en 1959. Regresaba al río Naknek y a la bahía de Bristol cada verano para continuar con sus operaciones de pesca.
Jay Hammond fue elegido gobernador de Alaska en 1974. Bella Hammond se convirtió en Primera Dama de Alaska, cargo que desempeñaría durante los dos mandatos del gobernador. Hammond fue el primer nativo de Alaska.mientras que ella fue la primera persona de ascendencia nativa de Alaska que residió en la Mansión del Gobernador de Alaska. Bella Hammond siguia desempeñando sus operaciones de pesca en la bahía de Bristol y el río Naknek cada verano durante el mandato de su esposo.
En 1975, Hammond estableció los Premios al Voluntariado de la Primera Dama para reconocer a los voluntarios de Alaska y sus contribuciones caritativas al estado. Desde su creación por Hammond, los Premios al Voluntariado de la Primera Dama han honrado a cientos de habitantes de Alaska. La tradición anual ha sido continuada por cada uno de sus sucesores como primera dama o primer caballero.
A Hammond le diagnosticaron cáncer de mama durante el segundo mandato del gobernador. El gobernador contempló renunciar a su cargo tras el diagnóstico de su esposa, pero Hammond  lo alentó a permanecer en el cargo. En cambio, Bella Hammond hizo público su diagnóstico y continuó su papel como primera dama durante la quimioterapia y otros tratamientos. Hammond se convirtió en una firme defensora de la prevención del cáncer de mama, la concientización y las cuestiones relacionadas con la atención médica.

### Vida posterior
Una vez que dejaron la mansión del gobernador en 1982, Bella y Jay Hammond se retiraron a su cabaña de troncos en la costa norte del lago Clark .  A la propiedad de Hammond solo se podía acceder en hidroavión o mediante un viaje en barco de 10 millas desde Port Alsworth. Sin embargo, a pesar del aislamiento de su hogar, los Hammond siguieron participando en la vida cívica y la política estatal.
Hammond y otras cinco ex primeras damas de Alaska fueron protagonistas de un documental televisivo de KTOO-TV en 2005. En agosto de 2008, la entonces gobernadora Sarah Palin honró a Bella Hammond, así como a las ex primeras damas Neva Egan, Ermalee Hickel, Susan Knowles y Nancy Murkowski, en una ceremonia oficial y almuerzo para conmemorar el 50 aniversario de la condición de estado de Alaska.
Durante las elecciones estatales de Alaska de 2012, Bella Hammond respaldó una lista bipartidista de legisladores que se postulaban para la reelección al Senado de Alaska. Bella Hammond y la ex primera dama de Alaska, Ermalee Hickel, se unieron para restablecer "Backbone Alaska", un grupo político que había sido creado originalmente en 1999 por los exgobernadores Jay Hammond y Wally Hickel para oponerse a las concesiones percibidas a compañías petroleras por parte de la administración del entonces gobernador Tony Knowles durante la fusión de BP y ARCO. El recién resucitado Backbone Alaska de Bella Hammond y Ermalee Hickel también buscó contrarrestar la influencia de la industria petrolera en la política de Alaska. Las ex primeras damas apoyaron al Grupo de Trabajo Bipartidista del Senado de Alaska, que había criticado a la reforma del impuesto al petróleo y las concesiones a las compañías petroleras que operaban en Alaska entre 2010 y 2012.
En un comunicado de prensa de octubre de 2012 en apoyo a las iniciativas bipartidistas en el Senado de Alaska, Hammond y Hickel declararon: «Como nuestros esposos eran conocidos por priorizar a Alaska, nosotras también nos dedicamos a este principio rector. Ahora, las corporaciones multinacionales atacan a los legisladores de Alaska que se postulan a la reelección y que se mantuvieron unidos en la pasada sesión para proteger los intereses de Alaska».
Hammond estuvo opuesta vocal de la propuesta mina Pebble en la región de la bahía de Bristol en el suroeste de Alaska.
Hammond y Hickel respaldaron conjuntamente a varios miembros del Grupo de Trabajo Bipartidista que se postularon a la reelección en 2012, entre ellos los senadores estatales Hollis French, Joe Paskvan, Joe Thomas y Bill Wielechowski. El apoyo de las primeras damas al Grupo de Trabajo Bipartidista también fue respaldado por otras figuras políticas prominentes de Alaska, incluido Vic Fischer.
El 6 de septiembre de 2018, el Servicio de Parques Nacionales nombró oficialmente 2,6 millones de acres del Parque Nacional y Reserva del Lago Clark, ubicado cerca de la casa de Hammond, como el Área Silvestre Jay S. Hammond. Bella Hammond y otros miembros de la familia asistieron a la ceremonia.
Bella Hammond murió el 29 de febrero de 2020, a la edad de 87 años. Le sobreviven sus hijas, Heidi y Dana, y su hijastra, Wendy Hammond.